# Carlos Cezar Damaglio
Carlos Cezar Damaglio (ur. 15 stycznia 1975 w São João da Boa Vista w Brazylii) – brazylijski duchowny rzymskokatolicki i publicysta pełniący posługę kapłańską w Polsce.
Ukończył Archidiecezjalne Seminarium  Misyjne Redemptoris Mater w Warszawie. Święcenia kapłańskie otrzymał 26 maja 2001 z rąk ks. Kard. Józefa Glempa. W latach 2001–2014 piastował funkcje wikariusza w parafii św. Augustyna w Warszawie, a następnie w latach 2014–2022 był rektorem Seminarium Redemptoris Mater w Belém, w Brazylii. W 2022 powrócił do Polski o objął posługę wikariusza w parafii św. Franciszka z Asyżu w Warszawie.
Autor książki ”Misja José de Anchiety, apostoła Brazylii: życie i działalność (1534-1597)” (Warszawa, "Łośgraf", 2002, ISBN, 8387572942). Praca powstała w ramach seminarium naukowego z Historii Kościoła na Papieskim Wydziale Teologicznym w Warszawie i zajmuje się zagadnieniem chrystianizacji Ameryki Łacińskiej poprzez ukazanie działalność religijno-duszpasterskiej i kulturotwórczej jezuity o. José de Anchiety (błogosławiony Kościoła katolickiego).